# Sándor Bortnyik

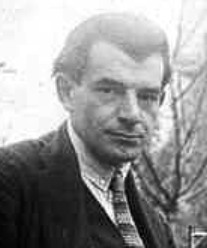
Sándor Bortnyik im Jahr 1922

Sándor Bortnyik, auch Alexander [ˈʃaːndor ˈbortɲik] (* 3. Juli 1893 in Marosvásárhely, Österreich-Ungarn; † 31. Dezember 1976 in Budapest) war ein ungarischer Maler und Grafiker der Moderne.

## Leben
Bortnyik studiert 1910 an der freien Kunstschule in Budapest bei Károly Kernstok, József Rippl-Rónai und János Vaszary. Seine Kontakte zur Zeitschrift „A Tett“ (Die Tat) führen zur Bekanntschaft mit Lajos Kassák, Hans Mattis-Teutsch, Gyula Derkovits und Béla Uitz. Durch sie findet er 1917 zur Gruppe „MA“ (Heute) und wird einer der wichtigsten Vertreter. Vor allem der deutsche Expressionismus und der französischen Kubismus beeinflussen ihn.
1919 nach dem Sturz der Räterepublik emigriert Bortnyik nach Wien und veröffentlicht dort die Mappe „Bildarchitektur“, eine Serie von 6 konstruktivistischen Schablonendrucken. Diese Reihe führt von den Buchstaben- und Zahlenbruchstücken über zu dem Programm eines fiktiven Wirklichkeitsaufbaus. Die Komposition besteht aus reinen Farben und miteinander verkoppelten geometrischen Formen. Sie wirken wie sterile Vorstellungen der neuen Harmonieschöpfung auf Papier geträumt. Anhand dieses, als eines der Inkunabeln der frühen konstruktivistischen Grafik geltenden Werkes, erarbeitet Kassák seine „Bildarchitektur-Theorie“.
1922 kommt es mit Lajos Kassák, dem Chefredakteur der Zeitschrift „MA“, zum Bruch. Bortnyik publiziert danach in anderen ungarischen Emigrantenzeitschriften und wird Herausgeber der Zeitschrift „Kritika“ (Kritik). Seine Arbeiten zeigen zu dieser Zeit einen figurativen Expressionismus mit rayonistischen sowie kubofuturistischen Elementen. Ende 1922 stellt Bortnyik zum ersten Mal in Herwarth Waldens Berliner Galerie Der Sturm aus.
Auf Einladung von Farkas Molnár reist Bortnyik nach Weimar und nimmt dort am Kongress der Dadaisten und Konstruktivisten teil. In Weimar bleibt er einige Jahre, um die Arbeiten am Bauhaus zu beobachten. Er besucht den „De Stijl“-Kurs von Theo van Doesburg und interessiert sich für die Theaterwerkstatt von Oskar Schlemmer. In Weimar malt Bortnyik abstrakte Raumkompositionen, mit surrealen Figuren, die an die spätere metaphysische Malerei von Giorgio de Chirico erinnern (der neue Adam, die neue Eva 1923). Die geometrischen Kompositionen zeigen seine eher distanzierte ironische Haltung gegenüber dem Bauhaus. 1923 wird Bortnyiks eigene Ausstellung in der Berliner Galerie Nierendorf eröffnet. 1926 kehrt Sandor Bortnyik nach Budapest zurück und arbeitete am Avantgardetheater „Zöld Szamár“ (Grüner Esel) mit.
Im Jahre 1928 gründet Bortnyik nach Vorbild des Weimarer Bauhauses die Schule für Werbegrafik „Mühely“ (Werkstatt), die er bis 1938 leitet und an der auch Victor Vasarely studiert. Innerhalb der Privatschule wollte Bortnyik jene Grundsätze in die Tat umsetzen, die er in Weimar kennengelernt hat: das funktionelle Design, die Vereinigung von Konstruktion und Komposition, sowie die Verwendung der modernen Typografie und der Fotokunst. Nach seiner Rückkehr aus der Emigration wird Bortnyik bald zur führenden Persönlichkeit der ungarischen Werbegrafik. In seinen Plakaten kommt die abstrakt konstruktivistische Bildgestaltung und das Formenrepertoire der „Neuen Typografie“ verbunden mit einer unorthodoxen Farbpalette zum Tragen. Bortnyiks Plakatstil bleibt flächig und oft schattenlos.
Bis 1930 dominieren mehrere Bildprinzipien. Einerseits sieht man bei streng diagonalem Bildaufbau, die Doppelung oder mehrfache Wiederholung von Figuren. Die Reihung als Gestaltungsmittel, ein immanentes Prinzip der industriellen Massenproduktion, wurde von den Konstruktivisten im Allgemeinen sehr geschätzt, ebenso war es in der Gebrauchsgrafik verbreitet. Ein weiteres Bildverfahren in Bortnyiks Plakaten, das allgemein um 1925 üblich wurde, stellte die Kombination von detailgetreuer Wiedergabe der Warenpackung und schematisierter stilisierter Figur dar, die wie aus dem glatten einfarbigen Grund ausgeschnitten erscheint.

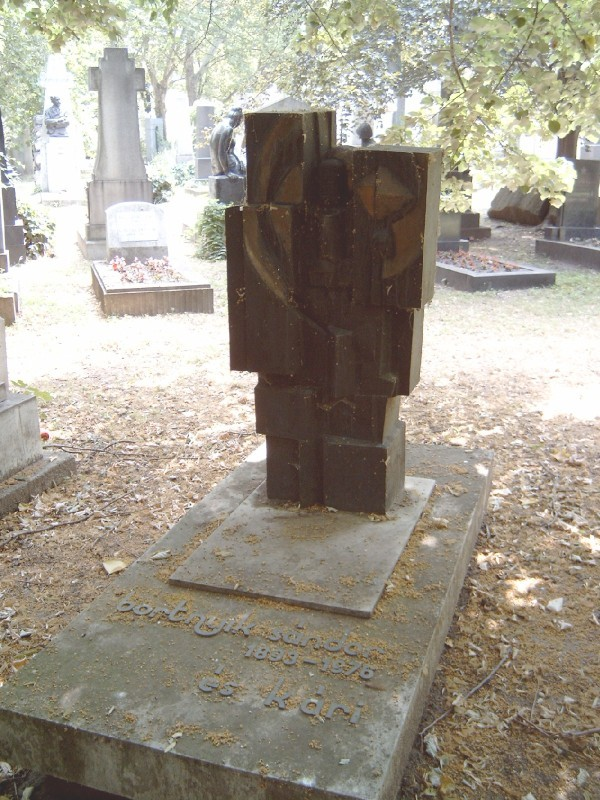
Grab auf dem Kerepesi temető

Das Wesentliche an Bortnyiks Plakaten ist immer die Ware, alles andere ist diesem Prinzip untergeordnet. Insbesondere die Plakatentwürfe für „Modiano“ von 1926 zeigen sehr gut Bortnyiks ausgesprochen feines Farb- und Formempfinden. Sie sind Musterbeispiele konstruktivistischer Reklamekunst. In ihnen kumulieren alle Maximen: Sachlichkeit, Dynamik, sparsame Anwendung der Mittel, Bildhaftigkeit.
1929 erscheint das bis heute viel beachtete Bilderbuch Die Wunderfahrt mit Versen von Albert Sixtus im Alfred Hahn’s Verlag Leipzig. Der Manuscriptum-Verlag gibt 2002 eine Neuauflage heraus.
Mit der Zeit lässt sich eine zunehmende Ästhetisierung der Ware auf den Plakaten beobachten. Nicht zuletzt dank Bortnyiks Wirken gilt in diesen Jahren Budapest als bedeutendes Zentrum avantgardistischer Plakatkunst. Nach dem Zweiten Weltkrieg orientiert sich Bortnyiks Kunst an einem mitunter satirisch anmutenden Sozialistischen Realismus. Von 1948 bis 1949 ist er Lehrer an der Hochschule für Angewandte Kunst und anschließend bis 1959 Direktor der Hochschule für Bildende Kunst in Budapest.
Am Ende seines Lebens findet er zur Kunst der früheren Jahre zurück.

## Museen
Bortnyiks Arbeiten sind in zahlreichen Ausstellungen zur ungarischen Avantgarde und namhaften Sammlungen vertreten, etwa
- Ungarische Nationalgalerie – Budapest
- Jannus-Pannonius-Museum, Pécs, Ungarn
- Museum Abteiberg, Mönchengladbach
- Museo Thyssen-Bornemisza, Madrid
- Los Angeles County Museum of Art – LACMA, USA